# Categoria abeliana
In matematica, una categoria abeliana è una categoria in cui oggetti e morfismi possono essere sommati, e in cui esistono nuclei e conuclei, i quali soddisfano alcune proprietà desiderate. Un esempio di categoria abeliana, che è motivazione della definizione, è la categoria dei gruppi abeliani, Ab. La teoria delle categorie abeliane nacque per il tentativo di unire diverse teorie coomologiche di Alexander Grothendieck, e indipendentemente nei lavori precedenti di David Buchsbaum. Le categorie abeliane sono piuttosto stabili, ad esempio sono regolari e soddisfano il lemma del serpente. La classe delle categorie abeliane è chiusa sotto diverse costruzioni categoriali: ad esempio la categoria dei complessi di catene di una categoria abeliana e la categoria dei funtori da una categoria piccola ad una abeliana sono ancora abeliane.
Queste proprietà di stabilità le rendono onnipresenti in algebra omologica; la teoria ha importanti applicazioni in geometria algebrica, coomologia, e teoria delle categorie pure. Le categorie abeliane prendono il nome da Niels Henrik Abel.

## Definizioni
Una categoria è abeliana se
- ha un oggetto nullo,
- ammette prodotti binari e coprodotti binari,
- ogni morfismo ammette nucleo e conucleo,
- tutti i monomorfismi e gli epimorfismi sono normali.

Questa definizione è equivalente alla seguente:
- Una categoria è preadditiva se è arricchita sulla categoria monoidale Ab dei gruppi abeliani. Questo significa che gli insiemi Hom sono gruppi abeliani e la composizione di morfismi è bilineare.
- Una categoria preadditiva è additiva se ogni insieme finito di oggetti ha un biprodotto. Questo significa che si possono costruire somme dirette e prodotti diretti. In Def. 1.2.6, si richiede che una categoria additiva abbia oggetto nullo (biprodotto vuoto).
- Una categoria additiva è preabeliana se ogni morfismo ammette sia nucleo che conucleo.
- Infine, una categoria preabeliana è abeliana se ogni monomorfismo e ogni epimorfismo sono normali. Questo significa che ogni monomorfismo è nucleo di un morfismo, e ogni epimorfismo è conucleo di un morfismo.

Si noti che la struttura arricchita sugli insiemi Hom è una conseguenza dei tre assiomi della prima definizione.
Questo evidenzia la fondamentale importanza della categoria dei gruppi abeliani nella teoria e la sua natura di modello canonico.
Il concetto di successione esatta appare naturalmente in questo ambito, e si ottiene il risultato che i funtori esatti (quelli cioè che preservano l'esattezza delle successioni esatte in ambo i lati) sono i funtori rilevanti fra categorie abeliane.
Questo concetto di esattezza è stato assiomatizzato nella teoria delle categorie esatte, costituendo un caso molto speciale di categoria regolare.

## Esempi
- Come già menzionato, la categoria dei gruppi abeliani è una categoria abeliana. La categoria di tutti i gruppi abeliani finitamente generati è anch'essa una categoria abeliana, così come quella di tutti i gruppi abeliani finiti.
- Se R è un anello, allora la categoria di tutti i moduli sinistri (o destri) su R è abeliana. Si può dimostrare, inoltre, che ogni categoria abeliana piccola è equivalente a una sottocategoria piena di una tale categoria di moduli (Teorema di immersione di Mitchell).
- Se R è un anello noetheriano sinistro, la categoria dei moduli sinistri finitamente generati su R è abeliana. In particolare, la categoria dei moduli finitamente generati su un anello commutativo noetheriano è abeliana; in questo modo, le categorie abeliane compaiono in algebra commutativa.
- Due casi particolari degli esempi precedenti sono la categoria degli spazi vettoriali su un campo k fissato, e la categoria degli spazi vettoriali di dimensione finita su k, che sono abeliane.
- Se X è uno spazio topologico, la categoria di tutti (reali o complessi) i fibrati vettoriali su X non è solitamente abeliana, poiché ci sono monomorfismi che non sono nuclei.
- Se X è uno spazio topologico, la categoria di tutti i fasci di gruppi abeliani su X è abeliana. Più in generale, la categoria dei fasci di gruppi abeliani su un sito di Grothendieck è una categoria abeliana. In questo modo, le categorie abeliane compaiono in topologia algebrica e geometria algebrica.
- Se C è una categoria piccola, e A è una categoria abeliana, allora la categoria dei funtori da C in A è abeliana. Se C è piccola e preadditiva, anche la categoria dei funtori additivi da C in A è abeliana. Quest'ultima è una generalizzazione dell'esempio sugli R-moduli, visto che un anello può essere visto come una categoria preadditiva con un solo oggetto.

## Assiomi di Grothendieck
Nel suo Tōhoku article, Grothendieck elencò quattro assiomi aggiuntivi (e i rispettivi duali) che una categoria abeliana soddisferebbe. Questi assiomi sono ancora utilizzati comunemente ai giorni nostri.
Sono i seguenti:
- AB3) Per ogni famiglia indicizzata (Ai) di oggetti di A, il coprodotto *Ai esiste in A (ossia A è cocompleta).
- AB4) A soddisfa AB3), e il coprodotto di una famiglia di monomorfismi è un monomorfismo.
- AB5) A soddisfa AB3), e i colimiti filtranti di successioni esatte sono esatti.

con i rispettivi duali:
- AB3*) Per ogni famiglia indicizzata (Ai) di oggetti di A, il prodotto PAi esiste in A (ossia A è completa).
- AB4*) A soddisfa AB3*), e il prodotto di una famiglia di epimorfismi è un epimorfismo.
- AB5*) A soddisfa AB3*), e limiti filtranti di successioni esatte sono esatti.

Sono dati anche gli assiomi AB1) e AB2), i quali sono ciò che rende una categoria additiva abeliana:
- AB1) Ogni morfismo ha nucleo e conucleo.
- AB2) Per ogni morfismo f, il morfismo canonico (o morfismo parallelo) da coim(f)in im(f)è un isomorfismo.

Grothendieck formulò anche gli assiomi AB6) e AB6*):
- AB6) A soddisfa AB3), e data una famiglia filtrante di categorie {\displaystyle I_{j},j\in J} e mappe {\displaystyle A_{j}:I_{j}\to A}, si ha {\displaystyle \prod _{j\in J}\lim _{I_{j}}A_{j}=\lim _{I_{j},\forall j\in J}\prod _{j\in J}A_{j}}, ove lim denota il colimite filtrante.
- AB6*) A soddisfa AB3*), e data una famiglia cofiltrante di categorie {\displaystyle I_{j},j\in J} e mappe {\displaystyle A_{j}:I_{j}\to A}, si ha {\displaystyle \sum _{j\in J}\lim _{I_{j}}A_{j}=\lim _{I_{j},\forall j\in J}\sum _{j\in J}A_{j}}, ove lim denota il limite cofiltrante.

## Proprietà elementari
Data una coppia A, B di oggetti in una categoria abeliana, esiste un morfismo speciale (il morfismo nullo) da A in B. Può essere definito come lo zero dell'insieme Hom(A,B), essendo quest'ultimo un gruppo abeliano. In alternativa, può essere definito come l'unica composizione A → 0 → B, ove 0 è l'oggetto nullo della categoria abeliana.
In una categoria abeliana, ogni morfismo f può essere scritto come la composizione di un epimorfismo seguito da un monomorfismo. L'epimorfismo è detto coimmagine di f, mentre il monomorfismo è detto immagine di f.
Sottoggetti e oggetti quoziente sono ben definiti nelle categorie abeliane. Ad esempio, l'insieme parzialmente ordinato dei sottoggetti di un oggetto A è un reticolo limitato.
Ogni categoria abeliana A è un modulo sulla categoria monoidale dei gruppi abeliani finitamente generati; ossia possiamo costruire un prodotto tensoriale di un gruppo abeliano finitamente generato G e un qualunque oggetto A di A. La categoria abeliana è anche un comodulo; Hom(G,A) può essere visto come oggetto di A. Se A è completa, possiamo tralasciare la richiesta che G sia finitamente generato.

## Concetti correlati
Le categorie abeliane sono l'ambiente più generale per l'algebra omologica. Tutte le costruzioni utilizzante in quel campo sono rilevanti, come le successioni esatte, e specialmente le successioni esatte corte, e i funtori derivati.Importanti teoremi che si applicano in tutte le categorie abeliane sono il lemma dei cinque, come anche il lemma del serpente (e il lemma dei nove come caso speciale).

## Sottocategorie di categorie abeliane
Ci sono numerosi esempi di sottocategorie (piene, additive) di categorie abeliane che si incontrano nello studio della teoria, così come della terminologia a volte contraddittoria.
Sia A una categoria abeliana, C una sottocategoria piena e additiva, e I il funtore d'inclusione.
- C è una sottocategoria esatta se è essa stessa esatta e l'inclusione I è un funtore esatto. Questo può avvenire se e solo se C è chiusa sotto prodotti fibrati di epimorfismi e coprodotti fibrati di monomorfismi. Le successioni esatte in C sono dunque le successioni esatte in A per le quali ogni oggetto appartiene a C.
- C è una sottocategoria abeliana se essa stessa è abeliana e l'inclusione I è un funtore esatto. Questo accade se e solo se C è chiusa per nuclei e conuclei. Si noti che esistono esempi di sottocategorie piene di categorie abeliane che sono esse stesse abeliane ma ove il funtore d'inclusione non è esatto, e dunque non sono sottocategorie abeliane (si veda in basso).
- C è una sottocategoria spessa se è chiusa per addendi diretti e soddisfa la proprietà 2-su-3 sulle successioni esatte corte; ossia, se {\displaystyle 0\to M'\to M\to M''\to 0} A tale che due fra {\displaystyle M',M,M''} siano in C, allora anche il terzo lo è. In altre parole, C è chiusa per nuclei di epimorfismi, conuclei di monomorfismi e estensioni. Si noti che P. Gabriel usò il termine sottocategoria spessa per descrivere ciò che qui viene chiamato sottocategoria di Serre.
- C è una sottocategoria topologizzante se è chiusa per sottoquozienti (quozienti di sottoggetti).
- C è una sottocategoria di Serre se, per ogni successione esatta {\displaystyle 0\to M'\to M\to M''\to 0} in A si ha che M è in C se e solo se {\displaystyle M',M''} sono entrambi in C. In altre parole, C è chiusa per estensioni e sottoquozienti. Queste sottocategorie sono esattamente i nuclei di funtori esatti da A in un'altra categoria abeliana.
- C è una sottocategoria localizzante se è di Serre e tale che il funtore quoziente {\displaystyle Q\colon \mathbf {A} \to \mathbf {A} /\mathbf {C} } ammette un aggiunto destro.
- Ci sono due definizioni diverse di sottocategoria ampia. Una versione è che C contiene ogni oggetto di A (a meno di isomorfismo); per una sottocategoria piena è ovviamente banale. L'altra versione è che C sia chiusa sotto estensioni.

Qui di seguito si dà un esempio esplicito di categoria abeliana che è essa stessa abeliana ma in cui il funtore inclusione non è esatto. Sia k un campo, {\displaystyle T_{n}} l'algebra delle matrici {\displaystyle n\times n} triangolari superiori su k, e {\displaystyle \mathbf {A} _{n}} la categoria dei {\displaystyle T_{n}}-moduli di dimensione finita. Allora ogni {\displaystyle \mathbf {A} _{n}} è una categoria abeliana e abbiamo un funtore {\displaystyle I\colon \mathbf {A} _{2}\to \mathbf {A} _{3}} che identifica i moduli semplici proiettivi, semplici iniettivi e iniettivo-proiettivi indecomponibili. L'immagine essenziale di I è una sottocategoria piena e additiva, ma I non è esatto.

## Storia
Le categorie abeliane furono introdotte da  Buchsbaum (1955) (sotto il nome di "categorie esatte") e Grothendieck (1957) allo scopo di unificare varie teorie coomologiche. All'epoca esistevano una teoria coomologica per i fasci e una teoria coomologica per i gruppi. Esse erano definite in modo diverso, ma avevano proprietà molto simili. In effetti, molto della teoria delle categorie fu sviluppato come linguaggio per studiare queste somiglianze. Grothendieck unificò le due teorie: entrambe emergono come funtori derivati su categorie abeliane; la categoria abeliana dei fasci di gruppi abeliani su uno spazio topologico, e la categoria dei G-moduli per un gruppo dato G.